# Вебер, Лев Григорьевич
Лев Григорьевич Вебер (30 июля 1901, Толочин Могилёвской губернии — 20 сентября 1969, Москва) — один из видных организаторов советского здравоохранения, гигиенист, педагог. Доктор медицинских наук, профессор.

## Биография
Окончил медицинский факультет Московского университета в 1927 и отделение философии и естествознания Московского института красной профессуры в 1932. В 1934—1937 — зам. директора по научной работе при Институте мозга имени В. М. Бехтерева. В 1937—1944 — занимал должность заместителя наркома здравоохранения РСФСР. В период с 1944 по 1950 — был зам. директора НИИ эпидемиологии и микробиологии имени И. И. Мечникова (теперь «Научно-исследовательский институт вакцин и сывороток им. И. И. Мечникова» ФГБНУ НИИВС им. И. И. Мечникова). С 1957 — заведующий и профессор кафедры социальной гигиены и организации здравоохранения Центрального института усовершенствования врачей.

## Научные труды
- «Организация санитарно-профилактического обслуживания сельского населения» [Текст]. — Москва : [б. и.], 1963.
- «Теоретические основы и принципы организации санитарно-эпидемиологической службы здравоохранения» [Текст] : (Краткое содержание лекций) . — Москва : [б. и.], 1966.
- «Организация медицинской помощи городскому населению» [Текст] : [Учеб. пособие]. — Москва : [б. и.], 1968.
- «Организация санитарно-эпидемиологического дела в СССР». — М. : Медицина, 1968 .
- «Организация лечебно-профилактической помощи населению» [Текст] : (Краткое содерж. лекций) / Л. Г. Вебер. — Москва : [б. и.], 1969.
- «Организация лечебно-профилактической помощи населению» [Текст] : (Краткое содерж. лекций) / Л. Г. Вебер. — Москва : [б. и.], 1969.